# Lycaena hyperborea
Lycaena hyperborea är en fjärilsart som beskrevs av Ford 1923/24. Lycaena hyperborea ingår i släktet Lycaena och familjen juvelvingar. Inga underarter finns listade i Catalogue of Life.